# Gerard ter Borch (II)
Gerard ter Borch, genoemd de Jonge (Zwolle, december 1617 – Deventer, 8 december 1681), ook bekend onder de naam Gerard Terborch, was een Nederlands kunstschilder. Hij is vooral bekend door zijn kleine en galante genrestukken, maar schilderde ook portretten. Over zijn leven is meer bekend dan van menig ander schilder uit de 17e eeuw.

## Biografie

### Geboorte
Gerard werd in 1617 geboren in een zeer gegoede Zwolse familie. Zijn vader Gerard ter Borch de Oude tekende en schilderde in zijn jeugd en maakte een reis naar Rome en verbleef een tijd in Italië (1604-1611). Hij werd in 1621 'ontvanger van konvooien en licenten'. Hij wijdde zich verder niet aan de kunstbeoefening, maar koesterde er een grote belangstelling voor en legde een tekeningenverzameling aan.

### Opleiding
Gerard ter Borch leerde het schildersvak van zijn vader, Gerard ter Borch de Oude, een hoge ambtenaar, maar ook een amateur-kunstschilder. Drie van zijn dertien kinderen leerde hij schilderen en tekenen: Gerard uit zijn eerste huwelijk en Gesina en Moses uit zijn derde huwelijk. Zijn dochter Gesina ter Borch (geboren in 1631) legde in haar albums talrijke familiegebeurtenissen vast; zijn zoon Moses (geboren in 1645) was eveneens een getalenteerd schilder, maar nam in 1667 dienst op de vloot en stierf bij de tocht naar Chatham onder Michiel de Ruyter.
Gerard maakte in 1633 zijn eerste reis naar Amsterdam. Hij ging in 1633 in Haarlem werken in het atelier van Pieter de Molijn, die in die tijd in de eerste plaats landschapschilder was. Zijn landschappen werden door Ter Borch van figuren voorzien.

### Meesterschap en reizen
Gerard doorliep zijn leertijd in twee jaar en werd in 1635 meester in het Haarlemse Sint-Lucasgilde. Uit dit jaar stamt ook zijn eerste gedateerde schilderij. In 1635 trok hij naar Engeland en bracht in Londen een bezoek aan zijn oom Robert van Voerst, die graveur was. Ter Borch maakte kennis met de hofstijl en met portretten van Antoon van Dyck. Nadat zijn oom gestorven was aan de pest, keerde Gerard terug naar Zwolle. Hij reisde in de periode 1636-1643, volgens Houbraken, naar Italië, maar bezocht mogelijk ook Spanje, Frankrijk en de Zuidelijke Nederlanden. In Spanje schilderde hij onder andere koning Philips IV van Spanje.

### Amsterdam en Haarlem
In 1640 kwam hij terug in Holland, waar hij tot 1645 in Amsterdam en Haarlem werkzaam was. Hij moet dan al naam gemaakt hebben als portretschilder. Hij legde zich toe op portretten ten voeten uit op klein formaat. Ze sluiten aan bij het werk van Hendrick Pot en Pieter Codde. Ter Borch legde meer elegantie en monumentaliteit in zijn werk, vermoedelijk door zijn ervaring in Spanje, Engeland en zijn bekendheid met Vlaamse portrettisten. Naast portretten schilderde hij ook 'soldatenscènes' (kortegaardjes, naar 'corps-de-garde', een groep bewakers), net als Pieter Codde en Willem Cornelisz. Duyster.

### Münster
In 1646 vergezelde hij de machtige, Amsterdamse burgemeester en diplomaat Adriaen Pauw naar Münster en schilderde een van zijn beroemdste stukken: De bezwering van de vrede van Münster, 15 mei 1648, de vredesconferentie tussen Holland en Spanje. Er kwamen ook andere portrettisten naar Münster, zoals Pieter Holsteyn uit Haarlem en de Vlaming Anselm van Hulle. De portretten zijn zo nauwkeurig geschilderd dat 22 van de 27 afgevaardigden en toeschouwers konden worden geïdentificeerd. Ter Borch schilderde hen in een halve cirkel, in plaats van een gesloten cirkel, zoals ze in werkelijkheid hadden gestaan. Pauw is de tweede figuur rechts in de voorste rij van de Hollandse delegatie. Ter Borch zelf staat links achter de man met bepluimde hoed. De graaf van Peñeranda, de belangrijkste Spaanse afgezant houdt het verdrag in zijn hand en legt de eed af op de bijbel. De graaf had Ter Borch in zijn hofhouding opgenomen, daardoor kon hij deze slotplechtigheid bijwonen. Voor dat werk vroeg hij zoveel geld, 6000 gulden, dat het hem niet lukte het te verkopen. Het kwam in het bezit van Hendrick Ter Borch, een familielid en burgemeester van Deventer. Met korte onderbrekingen bleef Ter Borch twee jaar in Münster. De Spaanse diplomaat Peñeranda nam hem mee naar Spanje. In 1654 was hij terug in de Republiek.
Vanaf 1648 was hij werkzaam in Haarlem, Deventer, 's Gravenhage, Zwolle en Kampen. Hij schilderde er voorstellingen uit het dagelijkse leven, zoals De Spinster, zinnebeeld van huiselijke deugd. Maar hij schilderde ook, vermoedelijk tegen 1654 een Paardenstal, waarin een man een paard roskamt en een vrouw de stal binnenkomt.
In de jaren vijftig richtte Ter Borch zich op de genreschilderkunst. Op deze genrestukken zijn mensen (soldaten) in hun dagelijkse omgeving te zien, die in onderlinge, soms in een mysterieuze of amoureuze onderlinge verhouding tot elkaar staan. Het genre is ontwikkeld door de Amsterdamse schilders Pieter Codde en Willem Duyster.

### Deventer
Vanaf omstreeks 1654 kwam Ter Borch tot volle ontplooiing. Hij trouwde op 14 februari 1654 met Gertruijdt Mattijsem en vestigde zich in Deventer. In 1655 verwierf hij het burgerrecht van de stad. In Deventer was geen gilde. Hij maakte een groot aantal schilderijen: portretten en voorstellingen uit het dagelijkse leven van de gegoede burgerij. Dit bracht hem grote vermaardheid. Een voorbeeld is De brief. Rond 1660 maakte hij zijn 'gaafste interieurstukken'.
In 1666 was hij zo'n gewaardeerd burger van Deventer, dat hij tot een van de 48 'gemeensmannen' werd benoemd, die vier tot vijf keer per jaar bijeenkwamen om over het stadsbeleid te beslissen. In 1667 liet het stadsbestuur van Deventer zich door Ter Borch vastleggen op het doek, De magistraat van Deventer. Hiervoor werd 1995 gulden betaald. Bovendien ontving Ter Borch het volledige Burgerrecht, wat hij tot dan toe voor de helft bezat. Het schilderij kwam in de raadszaal te hangen en bevindt zich nog steeds in het stadhuis.
In 1672 bezocht prins Willem III van Oranje Deventer en Ter Borch schilderde zijn portret. Het schilderij moest worden verborgen, omdat de stad zich kort daarop, tijdens de Tweede Münsterse Oorlog, overgaf aan Keulen en Münster. Waarschijnlijk verliet Ter Borch toen de stad. De bezetter verliet Deventer in 1674 en de stad stelde een nieuw bestuur in. In 1680 nam Ter Borch van Elias Trip een koets over in ruil voor diens portret.

### Invloed
Ter Borch had relatief veel invloed op schilders van 'galante' taferelen. Caspar Netscher was zijn belangrijkste leerling. Netscher kwam op zijn laatst in 1655 bij hem in de leer. Samen met hem vervaardigde hij negen van de tien portretten van de familie Craeyvanger. Ook Gabriël Metsu, Frans van Mieris, Pieter van Anraedt (evenals Netscher en vermoedelijk omstreeks dezelfde tijd een leerling van Ter Borch), Jacob Ochtervelt en Eglon van der Neer zijn door het werk van Ter Borch beïnvloed.

### Overlijden
Ter Borch stierf op 8 december 1681 in Deventer. Ter Borch ligt op eigen verzoek echter begraven in de Grote of Sint-Michaëlskerk in Zwolle.
Tussen 1954 en 1969 reikte de Provincie Overijssel een kunstprijs uit die naar hem vernoemd was, de Geraert ter Borchprijs.
De KLM had een serie van 12 Convair 240 vliegtuigen, allen vernoemd naar Nederlandse schilders. De PH-CED was de "Gerard Terborgh".

## Werken
| Datering      | Titel                                                                   | Verblijfplaats                                                     | Afbeelding |
| ------------- | ----------------------------------------------------------------------- | ------------------------------------------------------------------ | ---------- |
| Ca. 1634      | Markt in Haarlem                                                        | Rijksmuseum Amsterdam                                              |            |
| Ca. 1640      | Het triktrakspel                                                        | Kunsthalle Bremen                                                  |            |
| 1644          | Dubbelportret van Gerard Abrahamsz. van der Schalcke en Johanna Bardoel | Rijksmuseum Amsterdam                                              |            |
| 1646 of later | Aankomst van Adriaen Pauw te Münster                                    | Westfälisches Landesmuseum für Kunst und Kulturgeschichte, Münster |            |
| 1648          | De eedaflegging van de Vrede van Munster in 1648                        | Rijksmuseum Amsterdam                                              |            |
| Ca. 1648      | Portret van Don Caspar de Bracamonte y Guzmán, Conde de Peñeranda       | Museum Boijmans Van Beuningen, Rotterdam                           |            |
| Ca. 1648      | Portret van Helena van der Schalcke                                     | Rijksmuseum Amsterdam                                              |            |
| Ca. 1650      | Zittende jonge vrouw in het kostuum van een boerenmeisje                | Rijksmuseum Amsterdam                                              |            |
| Na 1656       | Familieportret                                                          | Hallwyl Museum, Stockholm                                          |            |
| 1657-1659     | Vrouw die wijn drinkt                                                   | Städel Museum, Frankfurt am Main , inv./cat.nr 1055                |            |
| 1660-1662     | De brief                                                                | Britse Koninklijke Collectie, Londen                               |            |
| 1660-1662     | Het concert                                                             | Gemäldegalerie, Berlijn                                            |            |
| 1667          | De magistraat van Deventer                                              | Stadhuis van Deventer                                              |            |